# Галибиха
Гали́биха — деревня в составе Богородского сельсовета Воскресенского района Нижегородской области.
Располагается на правом берегу реки Ветлуги в 15-и километрах от районного центра — Воскресенского.
По данным на 1999 год, численность населения составляла 156 чел.

## Название
Название происходит от русского диалектного слова «галиба» — «победительница». Само слово имеет арабское происхождение, и представлено в ряде восточных языков, например, в узбекском «голиб» — «победитель».
По местному преданию, татарка — одна из женщин-первопоселенок оказала отпор отряду ордынцев и получила за это прозвище Галиба, от которого и пошло название.

## Население
| 1999 | 2002 | 2010 |
| ---- | ---- | ---- |
| 156  | ↘151 | ↘117 |

## История
Первые упоминания о Галибихе относятся к 1647 году.
В 1964 году деревня вошла в состав совхоза «Воскресенский», основным направлением которого было мясо — молочное животноводство. На лесопильном заводе, расположившемся на краю деревни пилили тес, который после отправляли в южные районы СССР.
В это время в деревне был сельский совет, участковая больница, которая располагалась в каменном здании усадьбы Левашовых, почта, средняя школа, дом культуры.
В 1975 году в деревне появился водопровод, а в 1985 была положена асфальтовая дорога.
В 90-е годы XX века закрыли почту, дом отдыха, ещё раньше закрыли больницу, склады сельпо.
В 1996 году сгорел лесозавод.

## Достопримечательности
- В деревне находится историко-археологический и природный музей-заповедник «Усадьба Левашовых»[7].